# Ischnotoma (Ischnotoma) episema
Ischnotoma (Ischnotoma) episema is een tweevleugelige uit de familie langpootmuggen (Tipulidae). De soort komt voor in het Australaziatisch gebied.